# 太阳的季节
《太陽的季節》（日语：／ Taiyō no kisetsu）是日本作家石原慎太郎在一橋大學法學部讀書時所發表的短篇小說。在1955年發表並拿下第一屆文學界新人賞，1956年拿下第34屆芥川獎。
已故巨星也是石原慎太郎的弟弟石原裕次郎曾演過電影版的配角。2002年則有瀧澤秀明主演的電視劇集版推出。

## 概要
高中生津川龙哉从篮球队转投到拳击队中，与一干狐朋狗友混迹在香烟、酒精、赌博和玩弄女人的放荡生活里。在拳击场比赛的时候，意外结识了前来观看比赛的英子。并且因为一次美妙的共同出海潜水的经历，让英子看见了自己一直所期盼的爱情。但在得到英子之后龙哉开始对她丧失了兴趣，以5000日元的合同金将英子“卖给了”自己的哥哥道久。道久喜欢上了英子，但英子仍然爱着龙哉，不依不挠地以5000日元迫使道久取消合同，于是龙哉和英子仍然走到了一起。不久后英子怀了孕，但龙哉却按照自己的意愿，要求英子堕胎。随后英子死在了因堕胎手术失败引发的腹膜炎中。感觉到英子的死亡是她对自己最残忍的报复，龙哉在葬礼中击碎了英子的遗照，并且流出了眼泪。在拳击练习场的时候，突然想起了英子说过的话语：“为什么你就不能更纯真坦率地爱我呢？”他朝着幻觉中出现在眼前的英子的笑脸不顾一切地打了过去。

## 獎項
文學界新人賞5名選評者中、賛成派為伊藤整、井上靖、武田泰淳3名。反對派為平野謙平野謙、吉田健一2名。芥川賞選評者9名中、賛成派為舟橋聖一、石川達三、井上靖3名。勉強支持派為瀧井孝作、川端康成、中村光夫3名。強硬反對派為佐藤春夫、丹羽文雄、宇野浩二3名。

## 電影

### 演員
- 津川竜哉：長門裕之
- 武田英子：南田洋子
- 津川道久：三島耕
- 津川洋一：清水将夫
- 津川稲代：坪内美詠子
- 江田：佐野浅夫
- バンドマスター：岡田眞澄
- 伊豆：石原裕次郎
- 足球選手：石原慎太郎

### 工作人員
- 監督：古川卓巳
- 製作：水の江瀧子
- 音樂：佐藤勝

## 電視劇

### 角色
- 津川龍哉（20）：瀧澤秀明、藪宏太（Hey! Say! JUMP）（小學生時）
- 和泉英子（20）：池脇千鶴
- 川野耕平（20）：岡田義徳、堀澤憲己（小學生時）
- 小宮山由紀（20）：松本莉緒
- 佐原慎二（20）：高岡蒼佑（現：高岡蒼甫）
- 本城直人（20）：忍成修吾
- 小田切吉彥（20）：新井浩文
- 白川笙子（20）：石橋けい
- 橘醫師（35）：深江卓次
- 村山奈美：岩下貴子
- 柴田聖美（20）：石田理惠
- 安藤はるか（20）：松本まりか
- 大森隆夫（19）：森本亮治
- 淺野哲也（19）：平田龍也
- 內田太一（19）：小野健太郎
- 櫻井あゆな（12）：柳英里紗
- 小宮山亮三（60）：濱田晃
- 澤木マネージャー（30）：乃木涼介
- 上島利久（27）：大倉孝二
- 折原　要（41）：遠藤憲一
- 藤枝：森下哲夫
- 樋口　透：池田努
- 津川路子（48）：宮崎美子
- 津川伊織：吹越滿
- 佐原恆夫：淺沼晉平
- 佐原良江：木村翠
- 美佐子：大島蓉子
- 平野民代（38）：高橋ひとみ
- 和泉響子（46）：松坂慶子

### 工作人員
- 導演：土井裕泰、吉田健
- 劇本：渡邊睦月、岡本貴也
- 音楽：長谷部徹

## 外部連結
- 互联网电影数据库（IMDb）上《太阳的季节》的资料（英文）
- 豆瓣电影上《太阳的季节（電影）》的資料 （简体中文）
- 豆瓣电影上《太阳的季节（劇集）》的資料 （简体中文）